# Valeriu Marcu
Valeriu Marcu (Bucarest, 8 marzo 1899 – New York, 4 luglio 1942) è stato un biografo e storico romeno.
Scrisse prevalentemente in lingua tedesca.

## Biografia

### Gli inizi e l'attivismo socialista
Nacque in una famiglia ebraica laicizzata dall'ingegnere Samuel Marcu, direttore della filiale di Bucarest della AEG, e dalla biologa Anette Krauss. Dopo le scuole elementari venne mandato in un collegio a Vienna, dal quale si fece espellere nel 1915 per aver scritto sui muri la frase "Vive la France!". Ciò non gli impedì di stringere legami con Joseph Roth e con la sinistra radicale, rapporti che si intensificarono ulteriormente al suo ritorno a Bucarest.
Tramite Christian Georgievič Rakovskij conobbe Lev Trockij nel 1913, il quale all'epoca lavorava come corrispondente sulle guerre balcaniche per un giornale di Bucarest. Tra i suoi più stretti collaboratori vi fu Gheorghe Cristescu, futuro primo segretario generale del Movimento Comunista Rumeno.
La famiglia, disperata, lo mandò a Zurigo a sostenere l'esame di maturità. Qui Marcu si ambientò presto nei vari circoli socialisti che si opponevano alla prima guerra mondiale e al direttivo socialdemocratico della Seconda Internazionale. Collaborò alla rivista Jugend-Internationale ("Gioventù internazionale") insieme a Grigorij Evseevič Zinov'ev, Karl Radek e Aleksandra Michajlovna Kollontaj. Il suo saggio Zur Taktik der Jugend ("Sulla tattica della gioventù") attrasse l'attenzione di Lenin, che all'epoca si trovava a Zurigo e che al quale rimase sempre vicino.
Con l'ingresso in guerra del Regno di Romania nel 1916, Marcu viaggiò in Inghilterra, Norvegia, Svezia, Finlandia e Russia portando messaggi segreti alle organizzazioni clandestine dei bolscevichi. Venne tuttavia arrestato dalla polizia zarista a San Pietroburgo e spedito in Romania, per poi riacquisire la libertà solo dopo il 6 dicembre 1916, quando le truppe tedesche occuparono Bucarest. Dopo la rivoluzione russa collaborò alla rivista letteraria di sinistra Seena diretta da Dumitru Karnabatt e Adolphe de Herz. Qui pubblicò regolarmente saggi sulla letteratura tedesca.
Nel 1918 venne arrestato dalle autorità tedesche per aver affisso dei manifesti illegali contro la guerra e le forze occupanti. La corte marziale tedesca decretò la sua deportazione in un campo di prigionia vicino a Rastatt, in Germania. Dopo l'armistizio si recò in Ungheria a combattere insieme a Béla Kun ed entrò tra le file del Partito Comunista di Germania e allo stesso tempo della gioventù socialista rumena all'Internazionale della Gioventù Comunista. Partecipò alla conferenza segreta del Comintern per l'Europa occidentale a Francoforte sul Meno insieme a Clara Zetkin, Y. S. Reich, Sylvia Pankhurst, Karl Frank e Mieczysław Broński. Nel 1920 riuscì a strappare un'intervista a Karl Radek, che venne pubblicata nel quotidiano di Bucarest Socialismukrschien.

### L'espulsione dall'Internazionale e la carriera letteraria
Nel 1921 venne espulso dall'Internazionale per via delle sue idee concordanti con Paul Levi, il quale aveva accusato il Comintern di condizionare il partito dall'esterno. Continuò quindi a scrivere saggi e articoli, come ad esempio il libro Imperialismus und Friede. Raubkrieg und Revolution, che raccoglie i discorsi di Louis Antoine de Saint-Just e Maximilien de Robespierre.
Collaborò regolarmente con la rivista di Paul Levi Sozialistische Politik, con Die literarische Welt di Willy Haas e con altri periodici di sinistra importanti, tra i quali si citano Die Weltbühne, Das Tagebuch, Die neue Bücherschau e Das blaue Heft. Scrisse articoli e feuilleton di attualità politica, saggi storici, biografie di personaggi importanti (Zinov'ev, Briand, Caillaux, Maurras, Radek, Rakovskij), saggi critici e recensioni letterarie. Imborghesitosi gradualmente, arrivò a scrivere per i più importanti quotidiani liberali (Vossische Zeitung, Berliner Tageblatt) e per questo venne duramente criticato da Willi Münzenberg. La critica apprezzò particolarmente le sue opere Schatten der Geschichte e Männer und Mächte der Gegenwart, così come le sue monografie su Lenin Jabre Rußland e Das große Kommando Scharnhorsts e il suo studio Die Geburt der Nationen (tradotto in 4 lingue).
Con l'ascesa del nazionalsocialismo, Marcu e sua moglie ripararono nel sud della Francia. Fu attivo nel movimento della resistenza degli esiliato tedeschi assieme a Gottfried Treviranus, scrisse regolarmente sulla rivista Das Neue Tagebuch di Leopold Schwarzschild, aiutò a fondare il Bund Freie Presse und Literatur e fece parte della sezione tedesca del PEN club. Nel 1934 pubblicò Die Vertreibung der Juden aus Spanien, pubblicato negli Stati Uniti, in Inghilterra, Paesi Bassi e Argentina.
Nel 1937 pubblicò il suo ultimo libro Machiavelli. Die Schule der Macht. Restarono incompiuti un saggio sull'arte militare dall'antichità ai tempi moderni e una storia autobiografica del movimento operaio europeo. Quando anche in Francia la situazione diventò precaria per gli esiliati tedeschi, Marcu emigrò a New York con la sua famiglia nel 1941, dove scrisse articoli sulla situazione bellica in Europa che apparvero sul The American Mercury, Liberty e Commonweal. Morì di infarto nel 1942 nell'appartamento newyorkese di Gottfried Treviranus.